# Гризман, Александр Александрович
Александр Александрович Гризман (12 февраля 1980, Новокамала, Рыбинский район, Красноярский край — 12 июня 2008, Дивногорск, Красноярский край) — российский биатлонист, чемпион мира по летнему биатлону, призёр чемпионата Азии по летнему биатлону, чемпион и неоднократный призёр чемпионатов России по биатлону. Мастер спорта России.

## Биография
Выступал за ШВСМ г. Красноярска и спортивный клуб Вооружённых Сил, представлял Красноярский край. Тренер — Евгений Анатольевич Пылёв.
Неоднократный призёр чемпионата России, в том числе в 2004 году завоевал бронзу в гонке патрулей и в командной гонке. В 2007 году стал чемпионом в командной гонке, а в масс-старте на открытом чемпионате страны занял третье место среди российских участников. В 2008 году стал серебряным призёром в гонке патрулей.
На чемпионате Азии 2006 года по летнему биатлону (кросс) стал серебряным призёром в масс-старте, бронзовым — в спринте и гонке преследования. На чемпионате мира 2007 года в Отепя принимал участие в забегах на лыжероллерах, стал чемпионом в гонке преследования, а в спринте был четвёртым.
В июне 2008 года был сбит машиной во время велосипедной тренировки. Спустя несколько дней, 12 июня 2008 года умер в больнице г. Дивногорска, не приходя в сознание. У него остались жена и дочь.
В последние годы в Красноярском крае проводятся ежегодные соревнования по летнему биатлону памяти Александра Гризмана. В 2009 году победителю следующей гонки преследования на летних чемпионатах мира, Михаэлю Рёшу, был вручён приз памяти Александра Гризмана.